# Nederkalixmål
Nederkalixmål (även enbart kalixmål; inhemskt namn köLismå:Le [kœɽɪsˈmɔ:ɽe̞]) är en nordsvensk eller norrländsk dialekt som huvudsakligen har talats och talas inom före detta Nederkalix och Töre socknar, nuvarande Kalix kommun.

## Forskning
Redan 1879 nedtecknade studenten Olof Gustav Wiklund dialektprov från bygden med notis om att "målet gifves här sådant det är omkring kyrkan...". Nederkalixmålet har senare analyserats av Hulda Rutberg i en doktorsavhandling ventilerad vid Uppsala universitet 1924.
Inom svensk dialektforskning används kalixmål som övergripande term för både målet i Nederkalix socken och Töre socken (då kallat nederkalixmål) och överkalixmål, men i Kalix syftar kalixmål ofta enbart på nederkalixmålet.

## Dialektgeografiska förhållanden
Nederkalixmålet tillhör kalixmålen och räknas traditionellt till dialektgruppen norrländska mål. Kalix är den östligaste älvdalen där befolkningen traditionellt har talat en nordisk språklig varietet. Österut går en skarp språkgräns mot meänkieli som traditionellt har följt Nederkalix och Överkalix östra sockengräns. Det innebär att språkgränsen vid kusten gått mellan byarna Sangis i Nederkalix socken och Säivis väster om Haparanda i Nedertorneå socken.  I väster går gränsen väster om byn Törböle i Töre socken, varefter dialekten går över i rånemål som hör till lulemålen. I norr gränsar nederkalixmålet till överkalixmålet, där språkgränsen dock är skarpare.

## Ljudlära
Enligt Rutberg har nederkalixmålet 18 vokaler, 10 vokaldiftonger och 29 konsonanter. Det har också så kallad cirkumflex accent, likt många andra norrländska mål, men till skillnad från överkalixmålet. Accenten är vanlig i t.ex. verb som ååk ’åka’, i pluralformer av adjektiv som raask ’raska’ och av substantiv som heest ’hästar’, men finns även i andra ordklasser.

## Grammatik

### Genus
Nederkalixmålet gör, likt de flesta traditionella svenska dialekter, åtskillnad på tre genus: maskulinum, femininum och neutrum. Exempel på maskulina ord är fåotn ’foten’, armen ’armen’; feminina ord är t.ex. nagla ’nageln’, sköuldra ’skuldran’ och neutrala ord t.ex. höure ’huvudet’ eller bene ’benet’.

### Kasus
Nederkalixmålet skiljer traditionellt dativ från nominativ vilket framför allt syns i böjningsformerna av substantiv och pronomen, t.ex. det maskulina ordet smen ’smeden’ i nominativ, men smeru i dativ. Redan 1924 anger dock Rutberg att nominativen kan användas i stället för dativ. Dativen kan även användas för att uttrycka ägandeskap, t.ex. röyggen mårmorn ’mormors rygg’.

### Användning av bestämd form
Vanligt förekommande är att substantiv används i bestämd form i jämförelse med standardsvenska, till exempel: mytji smöre ’mycket smör(et)’, to kålpotåtisan ’två kallpotatisar(na)’. Den bestämda formen är typisk för norrländska mål.

### Verb
Verb böjs efter numerus, till exempel ån jär ’han är’ men di jåra ’de är(o)’; ån bet ’han bet’ men di bito ’de bet(o)’.

### Adjektiv
Många adjektiv får i plural cirkumflex accent, t.ex. rask men raask. I synnerhet flerstaviga adjektiv har dock samma form i singular och plural, t.ex. vötjin ’vaken’.